# Will Brandes
Will Brandes (né le 11 janvier 1928 à Ilsede, mort le 8 avril 1990 dans la même ville) est un chanteur allemand.

## Biographie
Brandes suit d'abord une formation de commercial puis comme ténor d'opéra à Brunswick. En 1958, il devient chanteur de schlager et signe son premier contrat avec Electrola. Ses premiers disques sont des adaptations germanophones comme Wach auf little Susie ou King Creole d'Elvis Presley. Il fait aussi des duos avec Cornelia Froboess notamment, Ruth Fischer ou Hanna Dölitsch. Son plus grand succès chez Electrola est la reprise de la chanson Marina de Rocco Granata. Il joue aussi dans deux films musicaux : Hula-Hopp, Conny avec Cornelia Froboess et Rex Gildo puis Das Rätsel der grünen Spinne.
Durant l'été 1961, il rejoint Polydor. Après cinq titres sans succès, dont un duo avec Lolita, il obtient sa plus grande vente à l'automne 1962 avec Baby-Twist, une reprise de l'adaptation en allemand de Baby Sittin’ Boogie par Ralf Bendix sortie l'année précédente. Avec Baby-Babbel-Bossa-Nova, Brandes atteint la neuvième place des ventes en décembre 1963, mais le titre sera son dernier succès. Ses apparitions à la télévision le mènent en RDA, où le disque est publié par Amiga. En échange, Polydor distribue Kartäuser Knickebein Shake de Lutz Jahoda et sa version par Will Brandes. En 1966, Brandes quitte Polydor.
En 1967, il sort un disque avec sa fille Marina sur le petit label Alcora. Après l'arrêt de sa carrière, il devient vendeur et travaille dans la restauration.

## Source de la traduction
- (de) Cet article est partiellement ou en totalité issu de l’article de Wikipédia en allemand intitulé « Will Brandes » (voir la liste des auteurs).